# Sint-Leonarduskerk (Zuidschote)

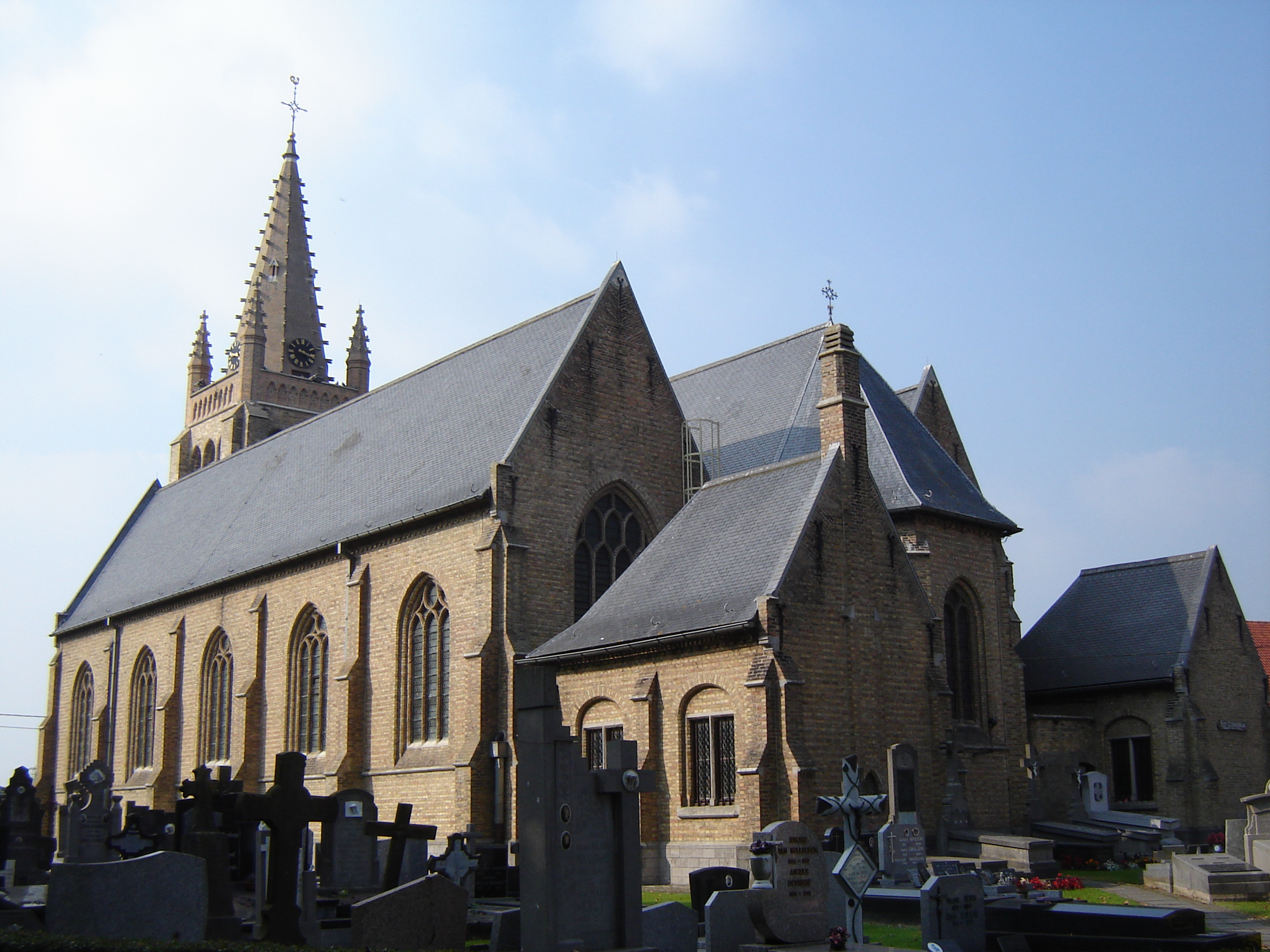
Sint-Leonarduskerk

De Sint-Leonarduskerk is de parochiekerk van de tot de West-Vlaamse gemeente Ieper behorende plaats Zuidschote, gelegen aan Zuidschote-Dorp 17A.

## Geschiedenis
De oorspronkelijke kerk werd gebouwd in 1483 en in 1551 werd een stenen torenspits toegevoegd, welke in 1807 gedeeltelijk werd afgebroken. In 1914 werd de kerk verwoest. In 1922-1923 werd een nieuwe kerk gebouwd naar ontwerp van Jules Coomans.

## Gebouw
Het betreft een driebeukige hallenkerk met voorgebouwde toren. Het hoofdkoor heeft een driezijdige afsluiting, en de iets kortere zijkoren hebben een rechte afsluiting.
De toren heeft een vierkante plattegrond, drie geledingen en een bakstenen naaldspits met hogels en kruisbloem. De torenspits heeft vier flankerende torentjes. Het interieur wordt overwelfd door houten spitstongewelven. Het meubilair is overwegend neogotisch. Het orgel is van 1927 en werd vervaardigd door Jules Anneessens.
De kerk wordt omringd door het kerkhof waarin zich een perk met 76 graven van Britse gesneuvelde militairen uit de Tweede Wereldoorlog bevinden. Voorts liggen er vijf niet geïdentificeerde Franse soldaten uit de Eerste Wereldoorlog begraven.